# Aboviã (Ararate)
Aboviã (em armênio: Աբովյան; romaniz.: Abovyan) é uma aldeia no município de Ararate, na província de Ararate, na Armênia. Tem uma população de 1 402 habitantes no censo de 2011, abaixo dos 1 457 no censo de 2001.